# Герцог де Уседа

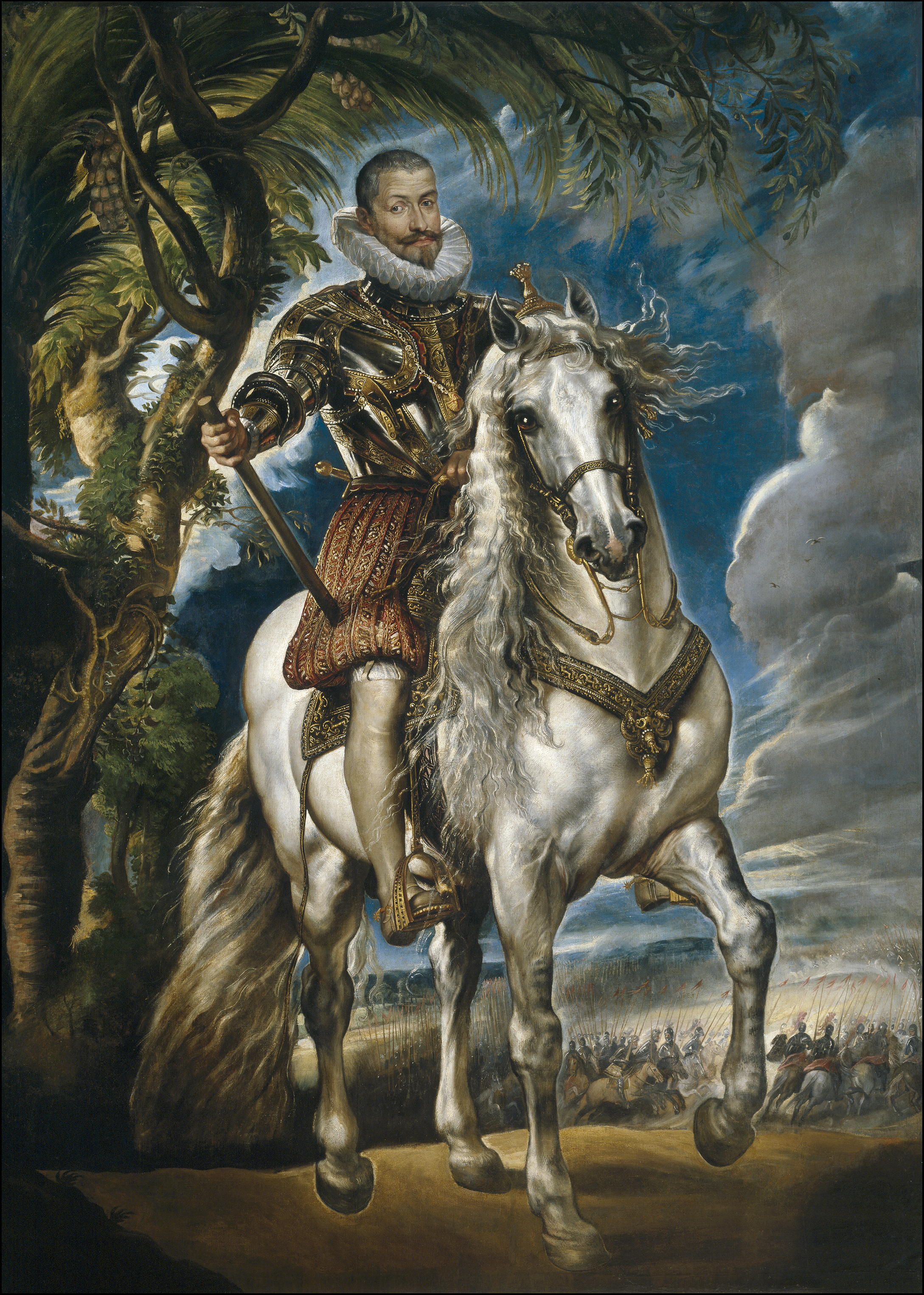
Франсиско де Сандоваль и Рохас, 1-й герцог де Лерма, отец 1-го герцога де Уседа.

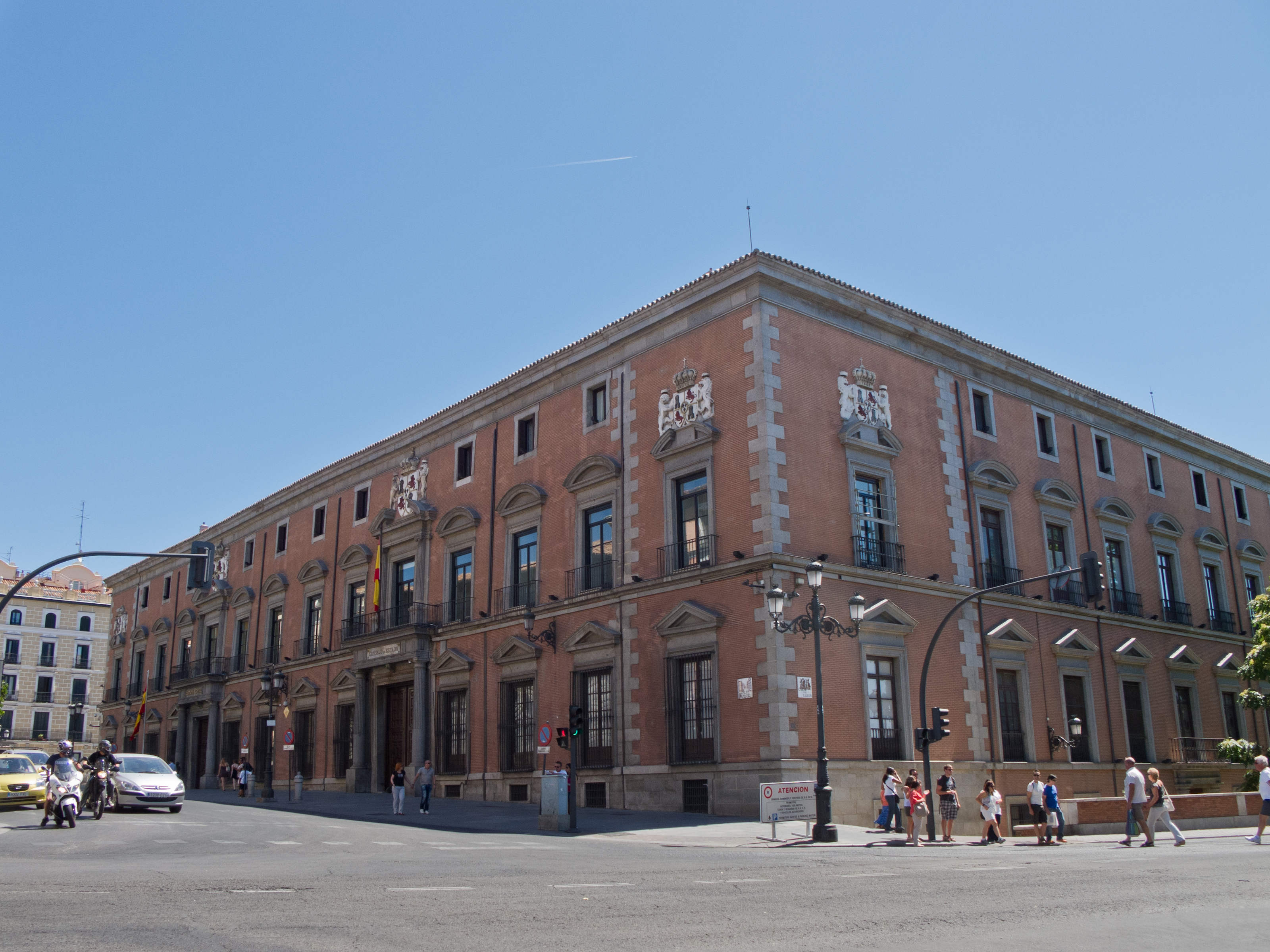
Дворец герцогов де Уседа в Мадриде

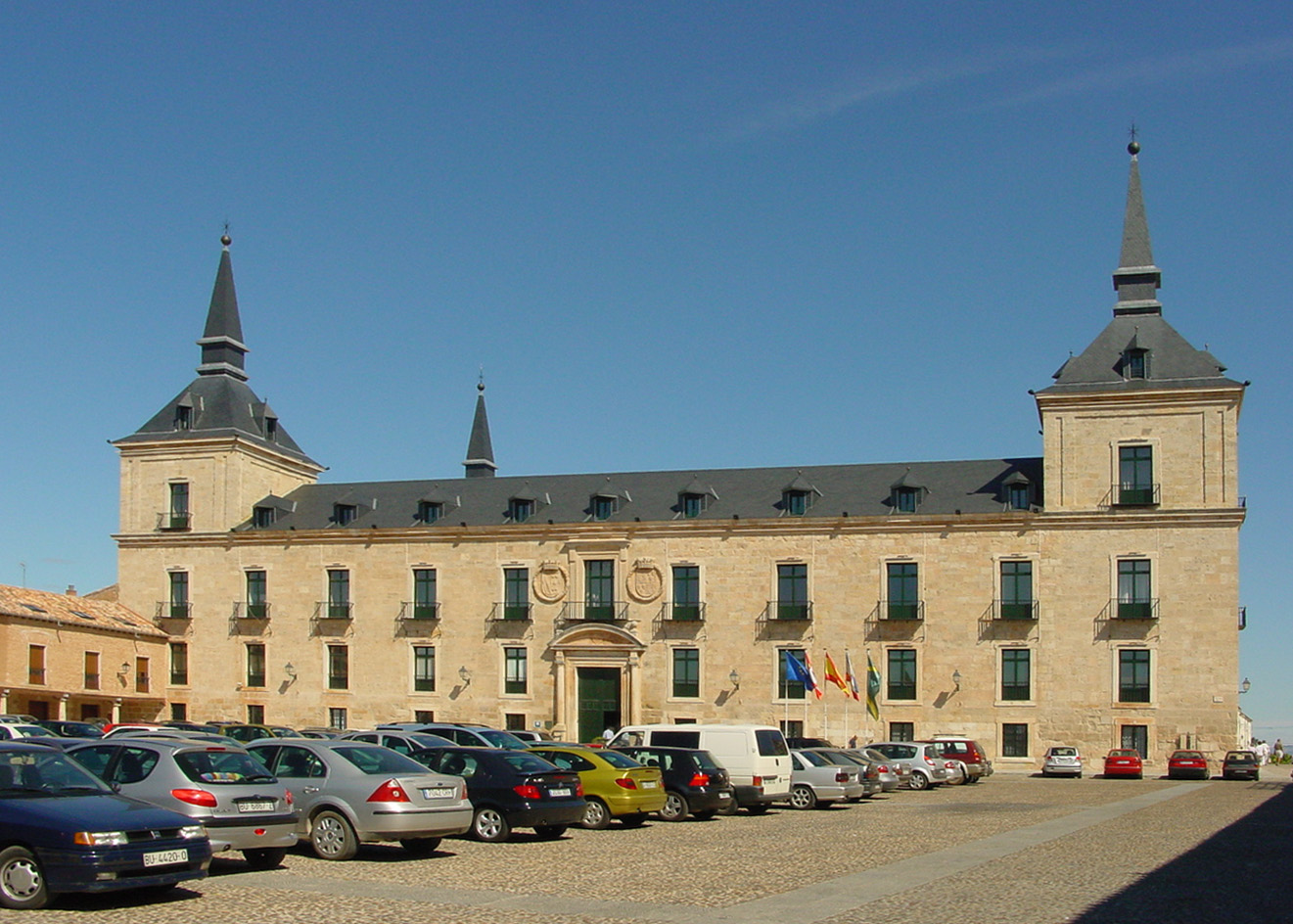
Дворец герцогов де Лерма и де Уседа, Лерма, провинция Бургос

Герцог Уседа (исп. Duque de Uceda) — испанский дворянский титул. Он был создан 16 мая 1610 года королем Филиппом III для Кристобаля Гомеса де Сандоваль Рохас и Серда, 1-го герцога де Сеа и 1-го маркиза де Бельмонте (1577—1624).
Кристобаль Гомес де Сандоваль Рохас и де ла Серда был старшим сыном Франсиско Гомес де Сандовал Рохас и Борха (1553—1625), 1-го герцога Лермы, 5-го маркиза Дениа, 4-го графа Лермы и 1-го графа де Ампудия, фаворита испанского короля Филиппа III, и Каталины де ла Серда и Мануэль Португаль (ок. 1550—1603).
Кристобаль Гомес де Сандоваль Рохас и де ла Серда купил имение Уседа, которая стала центром его владений. Ранее Уседа принадлежала Диего Мехия де Обандо, получившему от короля Филиппа II титул графа де Уседа.
Название герцогского титула происходит от названия муниципалитета Уседа (провинция Гвадалахара, автономное сообщество Кастилия-Ла-Манча).

## Герцоги де Уседа
|                              | Титул | Период                       |
| Креация создана Филиппом III | Креация создана Филиппом III | Креация создана Филиппом III |
| ---------------------------- | --- | ---------------------------- |
| I                            | Кристобаль Гомес де Сандоваль Рохас и де ла Серда (12 апреля 1577 — 31 мая 1624), старший сын Франсиско Гомеса де Сандоваля Рохаса и Борхи, 1-го герцога Лермы (1552—1625), и Каталины де ла Серда (ок. 1550—1603)                                                       | 1610-1624                    |
| II                           | Франсиско Гомес де Сандоваль Рохас и Падилья (июль 1598 — 13 ноября 1635), старший сын предыдущего и Марианы де Падилья и Асуна, 5-й графини де Санта-Гадеа (ок. 1575—1611)                                                                                              | 1624-1635                    |
| III                          | Фелисия де Сандоваль и Урбино (1633 — 7 октября 1671), младшая дочь предыдущего и Феличе Энрикес | 1635-1671                    |
| IV                           | Исабель Мария де Сандоваль и Хирон (15 августа 1653 — 23 июля 1711), дочь предыдущей и Гаспара Тельес-Хирона, 5-го герцога де Осуна (1625—1694) | 1671-1711                    |
| V                            | Мануэль Гаспар Гомес де Сандоваль Тельес-Хирон (11 апреля 1676 — 12 февраля 1732), старший сын предыдущей и Франсиско Пачеко Тельес-Хирона, 5-го графа де Пуэбла-де-Монтальбан (1649—1718)                                                                               | 1711-1732                    |
| VI                           | Франсиско Хавьер Пачеко Тельес-Хирон (16 февраля 1704 — 2 января 1750), единственный сын предыдущего и Хосефы Антонии Альварес де Толедо (1681—1754) | 1732-1750                    |
| VII                          | Андрес Мануэль Алонсо Пачеко Тельес-Хирон и Фернандес де Веласко (8 ноября 1728 — 10 июля 1789), старший сын предыдущего и Марии Лусии Тельес-Хирон и Фернандес де Веласко, 10-й маркизы де Берланга (1698—1759)                                                         | 1750-1789                    |
| VIII                         | Диего Пачеко Тельес-Хирон Гомес де Сандоваль (8 ноября 1754 — 11 февраля 1811), единственный сын предыдущего и Марии де Ла Портериа Фернандес де Веласко, 8-й графини де Пеньяранда (ум. 1796)                                                                           | 1789-1811                    |
| IX                           | Бернардино Фернандес де Веласко Пачеко и Тельес-Хирон (20 июля 1783 — 28 мая 1861), сын предыдущего и Франсиски де Паула де Бенавидес и Фернандес де Кордова (1763—1827)                                                                                                 | 1811-1851                    |
| X                            | Бернардина Мария Фернандес де Веласко Пачеко Тельес-Хирон и Рока де Тогорес (13 сентября 1815 — 5 сентября 1869), единственная дочь предыдущего (1783—1861) и Марии де ла Пьедад Рока де Тогорес и Валькарсель (1787—1829)                                               | 1851-1869                    |
| XI                           | Франсиско де Борха Тельес-Хирон и Фернандес де Веласко (10 октября 1839 — 8 июля 1897), единственный сын Тирсо Марии Тельес-Хирона и Фернандесап де Сантильяна (1817—1871) и Бернардины Марии де ла Виситасион Фернандес де Веласко Пачеко и Рока де Тогорес (1815—1869) | 1869-1897                    |
| XII                          | Луис Мария Тельес-Хирон и Фернандес де Кордова (3 марта 1870 — 1 апреля 1909), старший сын Франсиско де Борха Тельес-Хирон и Фернандес де Кордова (1870—1909) и Анхелы Марии де Константинопла Фернандес де Кордова и Перес де Баррадас (1849—1923)                      | 1897-1909                    |
| XIII                         | Мариано Тельес-Хирон и Фернандес де Кордова (9 сентября 1887 — 3 октября 1931), второй сын Франсиско де Борха Тельес-Хирон и Фернандес де Веласко (1839—1897), младший брат предыдущего                                                                                  | 1909- ?                      |
| XIV                          | Анхела Мария Тельес-Хирон и Дуке де Эстрада (7 февраля 1925 — 29 мая 2015), единственная дочь предыдущего | ? — 1982                     |
| XV                           | Мария дель Пилар Латорре и Тельес-Хирон (род. 5 августа 1965), старшая дочь предыдущей от второго брака с Хосе Марией де Латорре и Монтальво, 8-м маркизом де Монтемусо (ум. 1991)                                                                                       | 1982 — настоящее время       |